# 伊扎河

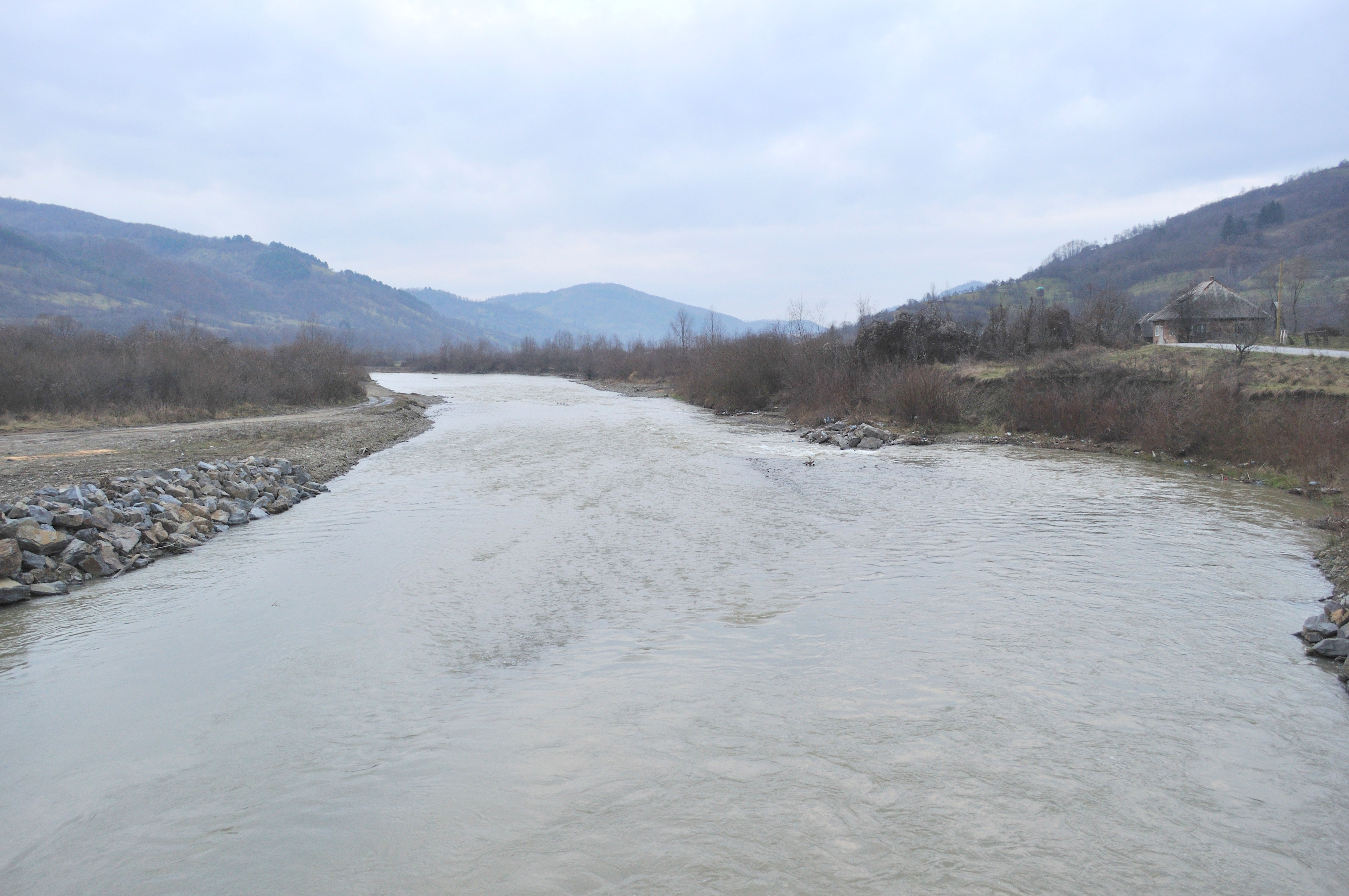

伊扎河是羅馬尼亞的河流，位於該國北部，屬於蒂薩河的左支流，流經馬拉穆列什縣，河流全長83公里，流域面積1,303平方公里，發源自羅德納山脈，河畔城鎮有德拉戈米雷什蒂和錫蓋圖馬爾馬切伊。

## 外部連結
- Harta judeţului Maramureş  （页面存档备份，存于）
- Harta munţii Maramureş
- Harta munţii Gutâi  （页面存档备份，存于）
- Harta munţii Rodnei  （页面存档备份，存于）

47°56′22″N 23°50′55″E / 47.93944°N 23.84861°E